# Wii 스포츠

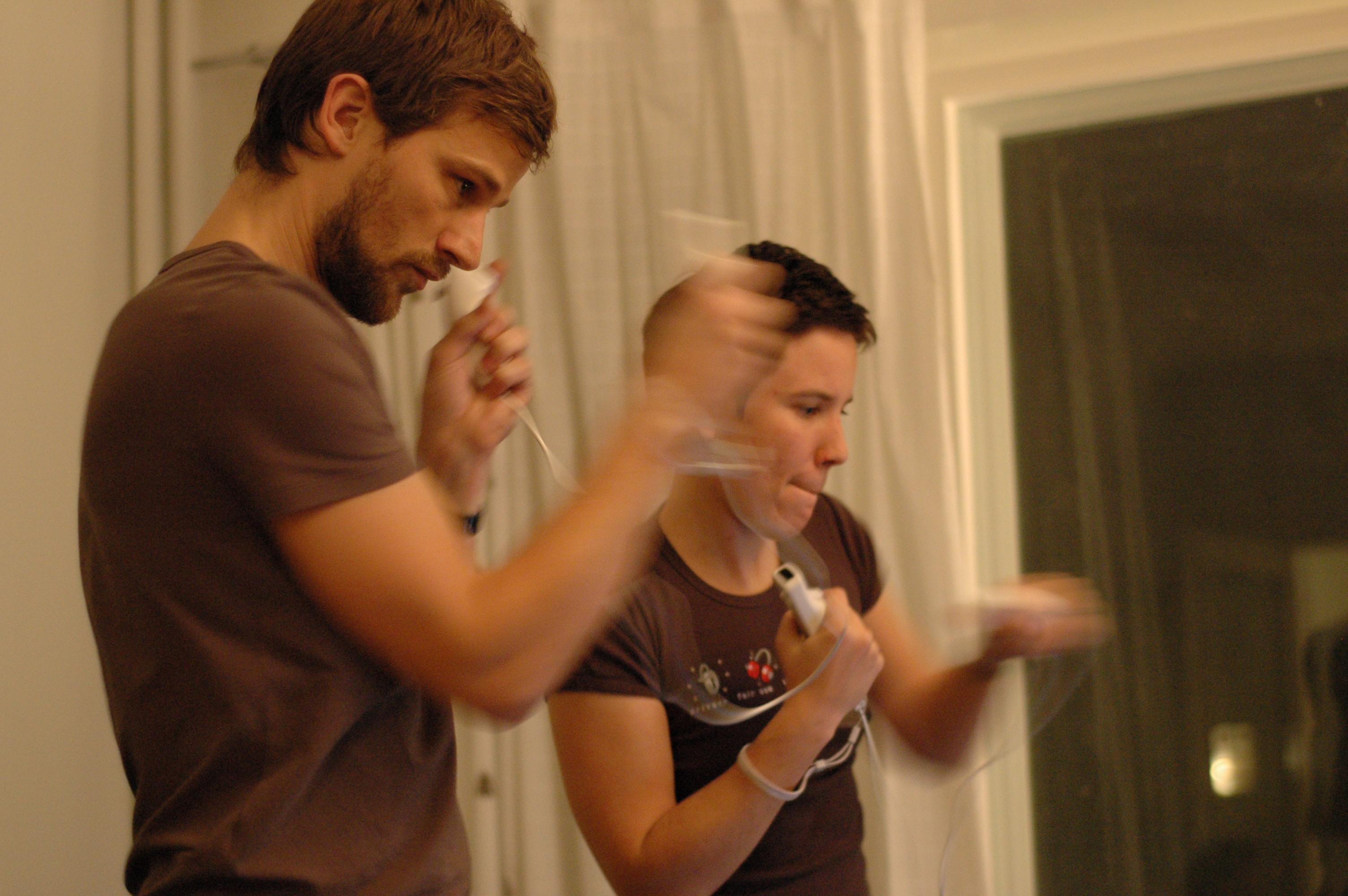
Wii 스포츠로 격투 게임을 하는 모습

Wii Sports는 닌텐도가 개발한 Wii용 스포츠 게임 소프트웨어이다. 전 세계적으로 8290만장 가량이 팔려나갔다.

## 개요
Wii 리모컨의 특징을 살리면서, 테니스, 야구, 골프, 볼링, 복싱의 총 다섯 종류의 게임이 포함되어 있으며, 모두 실제에 가까운 움직임으로 플레이하며 또한 여러 명이서 대전 플레이가 가능하다.
위에 내장되어 있는 아바타를 생성/관리할 수 있는 위 채널인 Mii에서 만들었던 아바타를 불러와서 사용할 수 있다.
현재 닌텐도에서는 위 스포츠 후속으로 Wii Sports Resort를 개발하였다. 이 게임은 Wii 모션플러스 출시 후의 첫 번째 작이다.

## 게임 내용
- 테니스 : 위 리모컨을 테니스의 라켓처럼 다루면서 볼을 친다. 게임 규칙은 실제의 테니스와 거의 같다. 플레이어의 이동은 자동적으로 이루어지기 때문에 플레이어는 그저 콘트롤러를 잡고 볼을 치면 된다. 인원수에 맞는 콘트롤러를 사용하면 최대 4명까지 대전도 할 수 있다. 2:2 경기도 가능하다.

- 야구 : 위 리모컨을 야구 배트나 공이라고 생각하며 진행한다. 혼자 할 때는 상대 팀은 컴퓨터가 하게 된다. 타자일 땐 타이밍과 힘을 맞춰야 한다. 투수일 때는 구질을 선택할 수 있는데, 스크루볼, 커브, 스플리터 그리고 직구 중에서 하나를 선택해 던질 수 있다. 3이닝까지 진행하며 플레이어가 5점 앞설 경우, 이닝에 상관없이 경기는 콜드 게임이 되고 끝난다.

- 골프 : 위 리모컨을 골프 클럽이라고 생각하며 진행한다. 방향을 맞추고 사용할 클럽을 선택할 수 있다. (그린 위에서는 예외) 매번 플레이어의 위치가 공이 떨어진 위치로 자동으로 옮겨지고 계속해서 공을 치는 방식으로 진행한다. 리모컨을 빨리 움직일수록 비거리도 증가하지만, 너무 빨리 움직이면 불안정하게 공이 날아가며 방향을 조정할 수 없다. 퍼팅은 더욱더 정교한 움직임을 요한다. 최대 4명까지 하나의 리모트로 플레이할 수 있다. 알바트로스, 이글, 버디, 파, 보기, 더블보기, 트리플보기의 7가지 중 하나의 판정을 매번 받는데, 받는 판정은 바뀌기도 하고 동일하기도 한다.

- 복싱 : 이것은 위 스포츠에서 위 리모컨과 쌍절곤 모양의 눈차크 컨트롤러를 사용할 수 있는 유일한 게임이다. 플레이어는 한 손에는 위 리모트를 잡고 하나는 별도의 컨트롤러를 잡고 펀치로 잽을 날린다. 두 개의 콘트롤러를 동시에 들면 상대의 공격으로부터 방어할 수 있다. 에너지를 표시하는 헬스 미터는 복서의 옆에 표시된다. 공격이 정확하게 명중하면 깎이게 된다. 얼마 동안 공격을 받지 않으면 다시 회복되지만 모두 깎이면 선수는 녹다운된다. 최대 2명까지 할 수 있다.

- 볼링 : 위 볼링에서는, 콘트롤러를 뒤에서 앞으로 움직이며 공을 굴린다. 콘트롤러를 기울여서 스핀을 넣을 수도 있다. 몇몇 이스터 에그도 존재한다. 최대 4명까지 플레이 할 수 있다.

매 게임마다 플레이어는 얼마나 플레이를 잘 하였느냐에 따라 받게 되는 스킬 포인트를 통해 상을 받거나 페널티를 받게 된다. 또한 기본적인 모드 외에도 트레이닝과 휘트니스 모드가 별도로 존재한다.

## 같이 보기
- wii